# Steve Zahn
Steven James Zahn, detto Steve (Marshall, 13 novembre 1967), è un attore statunitense.

## Biografia
Nato nel Minnesota, studia alla "Robbinsdale Cooper High School" poi al "Gustavus Adolphus College" e in seguito all'Università Harvard. A inizio carriera si divide tra lavori televisivi e lavori teatrali in una compagnia di Broadway. Debutta nel 1994 nel film di Ben Stiller Giovani, carini e disoccupati e l'anno seguente ottiene una parte in Allarme rosso di Tony Scott. Nel 1996 lavora nel film di Richard Linklater SubUrbia, seguito da Out of Sight con George Clooney. Negli anni seguenti recita nelle commedie C'è posta per te e Piovuta dal cielo. Nel 2005 interpreta Al Giordino al fianco di Matthew McConaughey nel film Sahara. Nello stesso anno presta la sua voce al film d'animazione Chicken Little - Amici per le penne. Nel 2006 con Salma Hayek e Penélope Cruz lavora in Bandidas, mentre nel 2007 recita in L'alba della libertà con Christian Bale. Nel 2015 partecipa al nuovo film Pixar Il viaggio di Arlo, in cui doppia il perfido Thunderclap.

## Vita privata
Dal 1994 è sposato con l'attrice Robyn Peterman. La coppia ha un figlio e una figlia.

## Filmografia

### Cinema
- Giovani, carini e disoccupati (Reality Bites), regia di Ben Stiller (1994)
- Allarme rosso (Crimson Tide), regia di Tony Scott (1995)
- In corsa con il sole (Race the Sun), regia di Charles T. Kanganis (1996)
- Music Graffiti (That Thing You Do!), regia di Tom Hanks (1996)
- SubUrbia, regia di Richard Linklater (1996)
- The 5:24, episodio di Subway Stories - Cronache metropolitane (SUBWAYStories: Tales from the Underground) (1997)
- L'oggetto del mio desiderio (The Object of My Affection), regia di Nicholas Hytner (1998)
- C'è posta per te (You've Got Mail), regia di Nora Ephron (1998)
- Out of Sight, regia di Steven Soderbergh (1998)
- Safe Men, regia di John Hamburg (1998)
- Happy, Texas, regia di Mark Illsley (1999)
- Piovuta dal cielo (Forces of Nature), regia di Bronwen Hughes (1999)
- Stuart Little - Un topolino in gamba (Stuart Little) (1999) – voce
- Chain of Fools, regia di Pontus Löwenhielm e Patrick von Krusenstjerna (2000)
- Hamlet 2000 (Hamlet), regia di Michael Almereyda (2000)
- Assatanata (Saving Silverman), regia di Dennis Dugan (2001)
- Radio Killer (Joy Ride), regia di John Dahl (2001)
- Chelsea Walls, regia di Ethan Hawke (2001)
- I ragazzi della mia vita (Riding in Cars with Boys), regia di Penny Marshall (2001)
- Il dottor Dolittle 2 (2001) – voce
- Stuart Little 2 (2002) – voce
- National Security - Sei in buone mani (National Security), regia di Dennis Dugan (2003)
- L'asilo dei papà (Daddy Day Care), regia di Steve Carr (2003)
- L'inventore di favole (Shattered Glass), regia di Billy Ray (2003)
- Employee of the Month, regia di Mitch Rouse (2004)
- Sahara, regia di Breck Eisner (2005)
- Chicken Little - Amici per le penne (2005) – voce
- Bandidas, regia di Joachim Rønning e Espen Sandberg (2006)
- L'alba della libertà (Rescue Dawn), regia di Werner Herzog (2006)
- Strange Wilderness, regia di Fred Wolf (2008)
- Sunshine Cleaning, regia di Christine Jeffs (2008)
- The Great Buck Howard, regia di Sean McGinly (2008)
- Management - Un amore in fuga (Management), regia di Stephen Belber (2008)
- Night Train, regia di Brian King (2009)
- A Perfect Getaway - Una perfetta via di fuga (A Perfect Getaway), regia di David Twohy (2009)
- Diario di una schiappa (Diary of a Wimpy Kid), regia di Thor Freudenthal (2010)
- Diario di una schiappa 2 - La legge dei più grandi (Diary of a Wimpy Kid: Rodrick Rules), regia di David Bowers (2011)
- Diario di una schiappa - Vita da cani (Diary of a Wimpy Kid: Dog Days), regia di David Bowers (2012)
- Fuga dal pianeta Terra (Escape from Planet Earth), regia di Cal Brunker (2013) – voce
- Dallas Buyers Club, regia di Jean-Marc Vallée (2013)
- I nerd che fecero l'impresa (Knights of Badassdom), regia di Joe Lynch (2014)
- Il viaggio di Arlo (The Good Dinosaur), regia di Peter Sohn (2015) – voce
- The Ridiculous 6, regia di Frank Coraci (2015)
- Captain Fantastic, regia di Matt Ross (2016)
- The War - Il pianeta delle scimmie (War for the Planet of the Apes), regia di Matt Reeves (2017)
- Charley Thompson (Lean on Pete), regia di Andrew Haigh (2017)
- Blaze, regia di Ethan Hawke (2018)
- Tall Girl, regia di Nzingha Stewart (2019)
- Che fine ha fatto Bernadette? (Where'd You Go, Bernadette), regia di Richard Linklater (2019)
- Cowboys, regia di Anna Kerrigan (2020)
- Zio Frank (Uncle Frank), regia di Alan Ball (2020)
- Natale a 8 Bit (8-Bit Christmas), regia di Michael Dowse (2021)
- Tall Girl 2, regia di Emily Ting (2022)
- Da me o da te (Your Place or Mine), regia di Aline Brosh McKenna (2023)
- Wildcat, regia di Ethan Hawke (2023)

### Televisione
- Friends – serie TV, episodio 2x04 (1995)
- Stuart Little – serie animata (2003) – voce
- Speak - Le parole non dette (Speak), regia di Jessica Sharzer – film TV (2004)
- Comanche Moon – miniserie TV (2008)
- Detective Monk (Monk) – serie TV, episodio 7x10 (2009)
- Treme – serie TV, 38 episodi (2010-2013)
- Mind Games – serie TV, 10 episodi (2014)
- Modern Family – serie TV, 4 episodi (2014-2015)
- Mad Dogs – serie TV, 10 episodi (2015-2016)
- The Crossing – serie TV, 12 episodi (2018)
- The Good Lord Bird - La storia di John Brown (The Good Lord Bird) – miniserie TV, 2 puntate (2020)
- The White Lotus – serie TV, 6 episodi (2021)
- Silo – serie TV, 9 episodi (2024-in corso)

## Doppiatori italiani
Nelle versioni in italiano delle opere in cui ha recitato, Steve Zahn è stato doppiato da:
- Vittorio De Angelis in In corsa verso il sole, C'è posta per te, Happy, Texas, Assatanata, I ragazzi della mia vita, L'asilo dei papà
- Luigi Ferraro in L'oggetto del mio desiderio, Sahara, Knights of Badassdom, The Ridiculous 6, Da me o da te
- Vittorio Guerrieri in Piovuta dal cielo, L'inventore di favole, Diario di una schiappa, Diario di una schiappa 2 - La legge dei più grandi, Diario di una schiappa - Vita da cani
- Christian Iansante in Hamlet 2000, Bandidas, The Good Lord Bird - La storia di John Brown, Natale a 8 bit, Silo
- Simone Mori in Giovani, carini e disoccupati, A Perfect Getaway - Una perfetta via di fuga
- Roberto Gammino in SubUrbia, The White Lotus
- Davide Lepore in Detective Monk, The Crossing
- Stefano Brusa in Tall Girl, Tall Girl 2
- Fabrizio Manfredi in Friends, L'alba della libertà
- Francesco Pezzulli in Music Graffiti, George & Tammy
- Alberto Caneva in Allarme rosso
- Marco Mete in Out of Sight
- Stefano Billi in Safe Men
- Massimiliano Alto in Chain of Fools
- Nanni Baldini in Radio Killer
- Antonio Sanna in National Security - Sei in buone mani
- Loris Loddi in Comanche Moon
- Marco Baroni in Sunshine Cleaning
- Massimiliano Virgilii in Management - Un amore in fuga
- Mauro Gravina in Modern Family
- Massimo Rossi in Dallas Buyers Club
- Andrea Lavagnino in Captain Fantastic
- Pieraldo Ferrante in The War - Il pianeta delle scimmie[1]
- Daniele Raffaeli in Charley Thompson
- Emiliano Coltorti in Che fine ha fatto Bernadette?
- Claudio Moneta in Zio Frank

Da doppiatore è sostituito da:
- Vittorio Stagni in Stuart Little - Un topolino in gamba, Stuart Little 2, Stuart Little 3 - Un topolino nella foresta
- Christian Iansante ne Il viaggio di Arlo, Una notte al museo - La vendetta di Kahmunrah
- Leo Gullotta ne Il dottor Dolittle 2
- Luigi Ferraro in Stuart Little
- Simone Crisari in Chicken Little - Amici per le penne
- Roberto Stocchi in Fuga dal pianeta Terra

## Riconoscimenti
- 2000 – Blockbuster Entertainment Awards
  - Candidatura al migliore attore non protagonista in una commedia romantica (per Piovuta dal cielo)